# Liste markanter und alter Baumexemplare in Schleswig-Holstein
Markante und alte Bäume in Schleswig-Holstein haben meist ein Alter zwischen 300 und 600 Jahren. Viele Dörfer haben sogenannte tausendjährige Eichen oder Linden, die bei näherer Untersuchung diesen Anspruch meist nicht erfüllen. Die Altersdaten beruhen meist auf Schätzung oder Überlieferung, nur wenige einzelne Bäume sind anhand von Quellen oder Kernbohrung verlässlich altersbestimmt (siehe auch Altersbestimmung von Bäumen). Darüber hinaus existieren einige Bäume, die schon deshalb besonders interessant sind, weil sie das älteste bekannt gewordene Exemplar einer Art oder das größte jemals bekannt gewordene Exemplar darstellen.
Siehe auch Kategorie Einzelbaum in Schleswig-Holstein.
| Bild                        | Name                           | Gattung/Art                             | Stamm- umfang | Höhe (m) | ungefähres Alter (Jahre) | Ort                                                  | Kreis                 | Besonderheiten |
| --------------------------- | ------------------------------ | --------------------------------------- | ------------- | -------- | ------------------------ | ---------------------------------------------------- | --------------------- | --- |
| weitere Bilder              | † Bordesholmer Linde           | Linde                                   |               |          | 440                      | Bordesholm unweit der Klosterkirche Lage             | Rendsburg-Eckernförde | Gerichtslinde 2018 auf 2,3 m Stammhöhe gestutzt                                                                                           |
| weitere Bilder              | Bräutigamseiche bei Eutin      | Eiche                                   | 5,00 m        | 25 m     | über 500                 | beim Forsthaus Dodau im Dodauer Forst von Eutin Lage | Ostholstein           | hat eigene Postanschrift |
| weitere Bilder              | Eiche von Barmstedt            | Stieleiche (Quercus robur)              | 6,75 m        |          | 800–850                  | Barmstedt Lage                                       | Pinneberg             | „Tausendjährige Eiche“ genannt |
| BW                          | Eiche in Flehm                 | Eiche                                   | 8,08 m        |          | 450–600                  | Flehm Gemeinde Högsdorf Lage                         | Plön                  | |
| Flintbeker Eibe (2009)      | Flintbeker Eibe                | Eibe                                    | 3,80 m        |          | 800–1000                 | Flintbek neben der Flintbeker Kirche Lage            | Rendsburg-Eckernförde | seit 2019 Nationalerbe-Baum (Nr. 3) der DDG                                                                                               |
| Fünf-Mark-Eiche (2012)      | † Fünf-Mark-Eiche              | Eiche                                   | 6,00 m        |          | 380                      | bei Kellenhusen Lage                                 | Ostholstein           | Motiv auf dem 5-Mark-Stück (1927–1933), nach 2012 abgestorben                                                                             |
| weitere Bilder              | Kattholzeiche                  | Eiche                                   | 12,80 m       |          | 320–450                  | Gut Perdöl, Gemeinde Belau Lage                      | Plön                  | dickste Eiche Deutschlands |
| weitere Bilder              | Kocheiche                      | Stieleiche (Quercus robur)              | 3,90 m        |          | 200–250                  | Kummerfeld Lage                                      | Pinneberg             | das höchste und imposanteste Naturdenkmal im Kreis Pinneberg                                                                              |
| BW                          | Stieleiche in Brunsholt        | Eiche                                   | 4,78 m        | ca. 15 m | über 700                 | Brunsholt Gemeinde Sommerland Lage                   | Steinburg             | in 4 m Höhe in vier dicke Äste geteilt; Kronendurchmesser (Stand 1905) ca. 20 m; 1991 beschädigt, als der benachbarte Bauernhof abbrannte |
| Stiftseiche (2019)          | Stiftseiche in Dänisch-Nienhof | Eiche                                   | 7,80 m BHU    | ca. 18 m | etwa 600                 | Dänisch-Nienhof Gemeinde Schwedeneck Lage            | Rendsburg-Eckernförde | durch Blitzschlag beschädigt; Kronendurchmesser ca. 23 m (Stand 2017)                                                                     |
| Uetersener Blutbuche (2001) | Uetersener Blutbuche           | Blutbuche (Fagus sylvatica f. purpurea) | 6,40 m        | 23 m     | 250                      | Uetersen Lage                                        | Pinneberg             | Naturdenkmal |